# Преснячиха
Преснячиха — деревня в Лухском районе Ивановской области. Входит в состав Порздневского сельского поселения.

## География
Находится в восточной части Ивановской области на расстоянии приблизительно 19 км на восток-северо-восток по прямой от районного центра поселка Лух на левом берегу речки Добрица.

## История
В 1907 году здесь (тогда деревня в составе Юрьевецкого уезда Костромской губернии) было учтено 19 дворов.

## Население
Постоянное население составляло 114 человек (1897 год), 89 (1907), 12 в 2002 году (русские 100 %), 11 в 2010.